# Lypha ruficauda
Lypha ruficauda är en tvåvingeart som först beskrevs av Zetterstedt 1838.  Lypha ruficauda ingår i släktet Lypha och familjen parasitflugor. Arten är reproducerande i Sverige. Inga underarter finns listade i Catalogue of Life.